# كين بولتون
كين بولتون (بالإنجليزية: Ken Bolton)‏ هو ناقد فني وشاعر أسترالي، ولد في 1949.